# Fli4l
fli4l (flexible internet router for linux, früher floppy isdn for linux) ist eine seit 2000 aktiv weiterentwickelte Linux-Distribution, deren Hauptaufgabe das Bereitstellen eines Routers ist. Die Distribution ist von Diskette lauffähig und wurde mit dem Ziel einer einfachen Konfiguration und der Unterstützung von älterer Hardware geschaffen. fli4l kann zwischen Ethernet und ISDN, UMTS oder DSL bzw. zwischen zwei Ethernet-Netzwerken routen.

## Anforderungen und unterstützte Hardware/Protokolle
fli4l basiert auf dem Linux-Kernel. Die Dokumentation ist sehr umfangreich. Es werden für die Installation keine Linuxkenntnisse benötigt. Grundkenntnisse der Netzwerktechnik sollten jedoch vorhanden sein.
Die Hardwareanforderungen für fli4l sind gering, ein Pentium mit MMX-Unterstützung, 64 MiB RAM und (je nach Konfiguration) ein bis zwei Netzwerkkarten reichen völlig aus. Eine Festplatte wird nicht benötigt, kann aber von fli4l auch verwendet werden. Ab Version 3.0.0 bietet fli4l zudem die Möglichkeit, eine lauffähige Installation mittels Card-Reader direkt auf einer CF-Karte zu erzeugen, die dann ihrerseits mit einem CF-Adapter im IDE-Slot betrieben werden kann. Ebenfalls unterstützt wird die direkte Erzeugung eines ISO-Abbildes zum Betrieb von CD sowie DOC/DOM für eingebettete Systeme.
Ab der Version 3.2 werden durch den Standardkernel 2.6.16.56 usb2serial-Adapter, Intel- und Ralink-WLAN-Karten unterstützt.
Ab der Version 3.6 werden UMTS und IPv6 unterstützt, wobei der Linux-Kernel 2.6.32 eingesetzt wird.
Die Version 3.10 baut auf der Linux-Kernelreihe 3.16 auf und bringt neben der verbesserten Hardware-Unterstützung vor allem Verbesserungen in der Firewall-Konfiguration und IPv6-Unterstützung mit.
fli4l kann unter Linux, Unix und Windows über Textdateien konfiguriert werden. Darüber hinaus bietet fli4l die Möglichkeit, Verbindungen über das Internet oder im WLAN mittels OpenVPN oder PPTP (Poptop) zu verschlüsseln.

## Versionen
Es gibt zwei Entwicklungszweige von fli4l, eine stabile und eine Entwicklerversion.
Die stabile Version 3.10.x basiert auf einem Kernel der 3.16er-Serie und beinhaltet auch Unterstützung für virtualisierte Systeme auf Basis von Xen und KVM mit. USB und WLAN werden weitgehend unterstützt, ebenso aktuellere Embedded-Hardware wie APU, ALiX, Soekris und die Epia-Reihe.
Die 4.0-Entwicklerversion (Tarball Version) stellt Linux-Kernel der 4.1er-Serie zur Verfügung. Des Weiteren implementiert sie eine von Grund auf neu entwickelte Verwaltung und Konfiguration von Verbindungen (sogenannten Circuits), mit denen u. a. mehrere WAN-Anbindungen (z. B. via DSL, ISDN oder UMTS) parallel betrieben werden können.

## Optionale Pakete
fli4l baut auf ein modulares System über sogenannte OPT-Pakete. Nur die Softwarepakete für gewünschte Optionen werden heruntergeladen und in den Verzeichnisbaum zur Erstellung der individuellen Konfiguration entpackt. Zur Erweiterung der Grundfunktionen steht eine breite Palette von Anwendungen in der sogenannten OPT-Datenbank zur Verfügung, so können beispielsweise optionale Pakete zur Volumenbeobachtung eingebunden werden oder ein fli4l kann als Druckserver fungieren. Auch eigene Entwicklungen sind durch dieses Verfahren leicht möglich und können über die Datenbank anderen Nutzern zugänglich gemacht werden.

## Steuerung des fli4l
Ein fli4l-Router kann über ein Webinterface gesteuert und überwacht werden. Darüber hinaus steht als Alternative das Programm ImonC (ISDN Monitor Client) für Windows und für Linux (GTK) zur Verfügung, das ebenfalls eine umfangreiche Steuerung zulässt und auch ein ferngesteuertes Update der Routersoftware ermöglicht.
Die PC-Welt bietet seit 2010 ein Konfigurationsprogramm für fli4l zum kostenlosen Download an, mit dem sich eine Bootdiskette auf PC mit Windows-Betriebssystem erstellen lässt.

## Eisfair (fli4l Derivat)
Da das fli4l Projekt im Laufe der Zeit einen immer größeren Umfang annahm, wurde vom Trägerverein net(t)work(s) e. V. das Projekt Eisfair, eine Serverdistribution mit einem größeren Funktionsumfang als für fli4l geplant, entwickelt und verbreitet.

## Andere Linux-Distributionen für alte PCs
- VectorLinux Vergleichbar mit Desktop Light Linux
- Damn Small Linux Eine Live-CD für ressourcenschwache Rechner
- Puppy Linux Eine weitere Live-CD für ältere PCs
- IPFire Firewall und Router (basiert auf LFS)
- IPCop Firewall und Router (basiert auf LFS)